# Trochosa impercussa
Trochosa impercussa este o specie de păianjeni din genul Trochosa, familia Lycosidae, descrisă de Roewer, 1955.
Este endemică în Iran. Conform Catalogue of Life specia Trochosa impercussa nu are subspecii cunoscute.